# مصر في الألعاب البارالمبية الصيفية 1972
شاركت مصر في الألعاب البارالمبية الصيفية 1972 في هايدلبرغ بألمانيا الغربية، و مثل المشاركة المصرية مشارك واحد.

## مقالات ذات صلة
- مصر في الألعاب الأولمبية الصيفية 1972